# Nectria manuka
Nectria manuka är en svampart som beskrevs av Dingley 1951. Nectria manuka ingår i släktet Nectria och familjen Nectriaceae.   Inga underarter finns listade i Catalogue of Life.